# Храм (приповетка)
„Храм” (енгл. The Temple) је приповетка америчког писца Хауарда Филипса Лавкрафта, написана 1920. и први пут објављена у часопису Weird Tales у септембру 1925. године.

## Радња
Прича је исприповедана у облику „пронађеног рукописа” који је написао Карл Хајнрих, гроф фон Алтберг-Еренштајн, поручник-командант немачке царске морнарице током Првог светског рата. Алтберг почиње изјавом да је одлучио да документује догађаје који су довели до његовог прераног краја како би „изнео одређене чињенице” пред јавност, свестан да сам неће преживети да то уради.
У северном Атлантику, након што је потопио британски теретњак и његове чамце за спасавање, окрутни и арогантни Алтберг командује својој подморници да зарони, а касније приликом израњања проналази леш поморца који је погинуо држећи се за спољну страну подморнице. Претрагом леша откривен је чудан комад исклесане слоноваче. Због његове очигледне велике старости и вредности, један од Алтбергових официра одлучује да сачува предмет, а убрзо након тога почињу да се дешавају чудне појаве − као што је мртвац који не тоне, већ наизлед плива.
Изненадна океанска струја повуче подморницу ка југу, а неколико чланова посаде почиње да пати од озбиљног умора и да има узнемирујуће ноћне море. Један чак тврди да је видео мртве морнаре са теретног брода како гледају у њега кроз прозоре. Алтберг наређује да га брутално ишибају, притом одбијајући молбе неких од његових људи да одбаце предмет од слоноваче. На крају прибегава погубљењу неколико њих када постане јасно да су полудели од страха, наводно да би одржао дисциплину. Тајанствена експлозија непоправљиво оштећује моторе подморнице, остављајући их без могућности навигације. Наилазе на амерички ратни брод, а Алтберг убија још неколико чланова посаде који га позову да му се предају. Касније, када се подморница суочи са злокобним таласима силовите олује, Алтберг наређује подморници да зарони. Након тога, она није у стању да изађе на површину када њени баластни танкови не успеју да подигну притисак, остављајући је без отпора и повлачећи је ка југу док полако тоне дубље у океан; никада више не виде светлост дана.
Пошто је снага подморнице при крају, а њихове шансе за спас не постојеће, шест преосталих чланова посаде покушавају побуну, успешно онеспособивши подморницу уништавањем неколико кључних инструмената и мерача, притом бунцајући о проклетству талисмана од слоноваче. Алтберг успева да их убије све. Његов једини преостали сапутник, поручник Кленце, постаје све нестабилнији и параноичан. Помирени са својом судбином, њих двојица проводе време у својој плутајућој подморници управљајући моћни рефлектор подморнице кроз мрачни понор, примећујући да их делфини прате на дубинама и на дужинама које су до тада сматране немогућим. Убрзо након тога, Кленце потпуно полуди, тврдећи да: „Он зове! Он зове!” Неспособан да умири свог лудог сапутника и не желећи да му се придружи у самоубиству, Алтберг пристаје да га остави у ваздушној комори, захвалан што је послао Кленцеа у сигурну смрт у безваздушном, огромном притиску дубине.
Алтберг, коначно сам, плута још неколико дана пре него што његова подморница коначно дође на дно океана, где он задивљен види потопљене остатке древног и сложеног града. Сматрајући да су то рушевине Атлантиде и обузет узбуђењем, Алтберг облачи ронилачко одело за велике дубине, истражујући задивљујућу, неописиву лепоту потопљеног града и откривајући мистериозни храм исклесан у камену, на коме открива облик који подсећа на талисман од слоноваче. Следећих неколико дана проводи у мраку док се последње резерве енергије и ваздуха подморнице троше. На крају признаје да чак ни својом моћном „немачком вољом” више није у стању да се одупре моћним визијама и слушним халуцинацијама, као и поривима да напусти своју подморницу и уђе у храм, сада необјашњиво осветљен нечим што изгледа као треперавајући олтарски пламен. Облачећи своје ронилачко одело, он пушта свој запечаћени рукопис у боци (која је касније пронађена на обали Јукатана) и вољно одлази у смрт.

## Повезана дела
Као и „Дагон”, „Храм” је наутичка прича са поставком Првог светског рата. Тема потопљених градова са нељудским обожаваоцима се понавља у Лавкрафтовим каснијим делима, пре свега у причама „Зов Ктулуа” и Сенка над Инсмутом.
Својеврсни наставак се може наћи у облику друштвене игре Град у мору, где четири или мање играча морају да путују подморницама до храма бога Глуна (злоћудне силе која стоји иза догађаја у „Храму” чију људску маску осликава талисман од слоноваче у овој причи) и окончају његову претњу људском роду. Ова игра и њена техника играња могу се наћи у књизи Ктулу сада, који је 1987. објавио Chaosium. Авантуристичка видео-игра Prisoner of Ice (1995), заснована на Лавкрафтовим делима, такође се одиграва у подморници, али током Другог светског рата.

## Пријем
Енциклопедија Х. Ф. Лавкрафта процењује да је ова приповетка „нарушена грубом сатиром милитаристичких и шовинистичких ставова протагонисте”, као и „вишком натприродности, са многим бизарним појавама које се не сједињују у кохерентну целину”.